# Deccan Aviation
A Deccan Aviation é uma companhia aérea da Índia.